# Bruno Bellone
Bruno Bellone, född 14 mars 1962 i Toulon, är en fransk före detta fotbollsspelare. Han spelade merparten av sin karriär för AS Monaco där han vann Ligue 1 1982. Han gjorde även 34 landskamper och två mål för Frankrikes landslag, det ena i EM-finalen 1984, där Frankrike vann med 2-0 mot Spanien. Bellone spelade även i VM 1982 samt VM 1986, där Frankrike i den senare turneringen vann brons.
Bruno Bellone avslutade karriären endast 28 år gammal på grund av en fotskada.

## Meriter
Monaco
- Ligue 1: 1982
- Coupe de France: 1985

Frankrike
- EM-guld: 1984
- VM-brons: 1986